# Euratsfeld
Euratsfeld é um município da Áustria localizado no distrito de Amstetten, no estado de Baixa Áustria.

## Geografia
Euratsfeld ocupa uma superfície de 30,71 km². 16,46 % da área são arborizados.

## População
2001 2.319 habitantes

1991 2.088 habitantes

1981 1.840 habitantes

1971 1.771 habitantes

## Política
O burgomestre da freguesia se chama Franz Menk (ÖVP)

### Conselho Municipial
- ÖVP 17
- SPÖ 2
- Os Verdes - Alternativa Verde 2